# Feaella
Feaella (лат.) — род псевдоскорпионов, единственный в составе семейства Feaellidae из подотряда Epiocheirata. 12 современных видов.

## Описание
Представители Feaella, единственного рода в семействе Feaellidae, радикально отошли от основного морфологического плана отряда. Все ноги одинаковы, лапки состоят из одного сегмента (монотарзатны, то есть, имеют одночлениковые лапки, а не двухчлениковые как у Garypoidea), а все бёдра имеют одинаковое строение, телофемур свободно перемещается на базифемуре. Пальпы сильно модифицированы. Бедро и вертлуг расширены и уплощены. Хелицеры значительно уменьшены в размерах, у них слабые пальцы и нет ядовитого аппарата. Голень и хелицера загибаются назад как единое целое против бедра, вертлуга и переднего края карапакса, по-видимому, как хватательный механизм. Передний край карапакса шероховатый и разделен на лопасти, по-видимому, чтобы помочь пальпам удерживать добычу. Панцирь и брюшко сочленяются уникальным подвижным суставом, включающим небольшой неразделенный первый тергит брюшка. Брюшко расширено и уплощено, большинство тергитов и стернитов разделены, плевральные оболочки снабжены отчётливыми ребристыми склеротизованными пластинками. Хелицеры значительно уменьшены в размерах и имеют нетипичную форму. Присутствуют четыре глаза. Все виды из Африки и Индии
.

## Классификация
Включает 12 современных видов. Семейство и род было впервые выделено выделено Эллингсеном (1906), когда он описал Feaella из Западной Африки. Чемберлин (1923) добавил подсемейство Pseudogarypinae, представленное тогда родом Pseudogarypus, но эта группа была помещена в отдельное семейство Чемберлином (1931) и всеми последующими исследователями. Чемберлин (1923) предположил тесную связь Pseudogarypinae с Feaellinae, которых он позже признал отдельным семейством (Chamberlin, 1929). Эти два таксона обычно считались ближайшими родственниками друг друга, хотя Мачмор (1982) предположил, что Pseudogarypidae были более похожи на Garypidae и их родственников, в то время как Feaellidae были сохранены в надсемействе Feaelloidea, которое было включено в Monosphyronida. Харви (1992) продемонстрировал, что псевдогарипиды и феэллиды были сестринскими таксонами, которые в итоге были вместе отнесены к Feaelloidea
Feaella Ellingsen, 1906
- Подрод Feaella (Difeaella) Beier, 1966
  - Feaella krugeri Beier, 1966
- Подрод Feaella (Feaella) Ellingsen, 1906
  - Feaella jocquei Henderickx, 2009
  - Feaella mirabilis Ellingsen, 1906
  - Feaella mombasica Beier, 1955
- Подрод Feaella (Tetrafeaella) Beier, 1955
  - Feaella affinis Hirst, 1911
  - Feaella anderseni Harvey, 1989
  - Feaella capensis Beier, 1955
  - Feaella indica Chamberlin, 1931
  - Feaella leleupi Beier, 1959
  - Feaella mucronata Tullgren, 1907
  - Feaella parva Beier, 1947
  - Feaella perreti Mahnert, 1982

дополнение:
- Feaella callani Harvey, Abrams, Beavis, Hillyer & Huey, 2016
- Feaella linetteae Harvey, Abrams, Beavis, Hillyer & Huey, 2016
- Feaella nana Beier, 1966
- Feaella obscura Novák, Lorenz & Harms, 2020

Feaellidae
- Feaellinae Ellingsen, 1906
  - Feaella Ellingsen, 1906
  - Iporangella Harvey, Andrade & Pinto-da-Rocha, 2016Harvey, Andrade & Pinto-da-Rocha, 2016
    - Iporangella orchama Harvey, Andrade & Pinto-da-Rocha, 2016Harvey, Andrade & Pinto-da-Rocha, 2016[7]
- Cybellinae Judson, 2017
  - Cybella Judson, 2017[8]
    - Cybella bedosae Judson, 2017
    - Cybella deharvengi Judson, 2017[8]
    - Cybella gelanggi Harvey, 2018[9] :
    - Cybella weygoldti Harvey, 2018
- incertae sedis
  - †Protofeaella Henderickx, 2016[10][11]